# Skalnaté pleso
Le Skalnaté pleso est un lac de moraine de Slovaquie. Il est situé dans le massif des Hautes Tatras qui appartient aux montagnes des Carpates occidentales. Sa surface est de 1,23 ha, sa profondeur de 2 m à une altitude de 1 754 m. Il a une longueur de 212 m et une largeur de 85 m. 

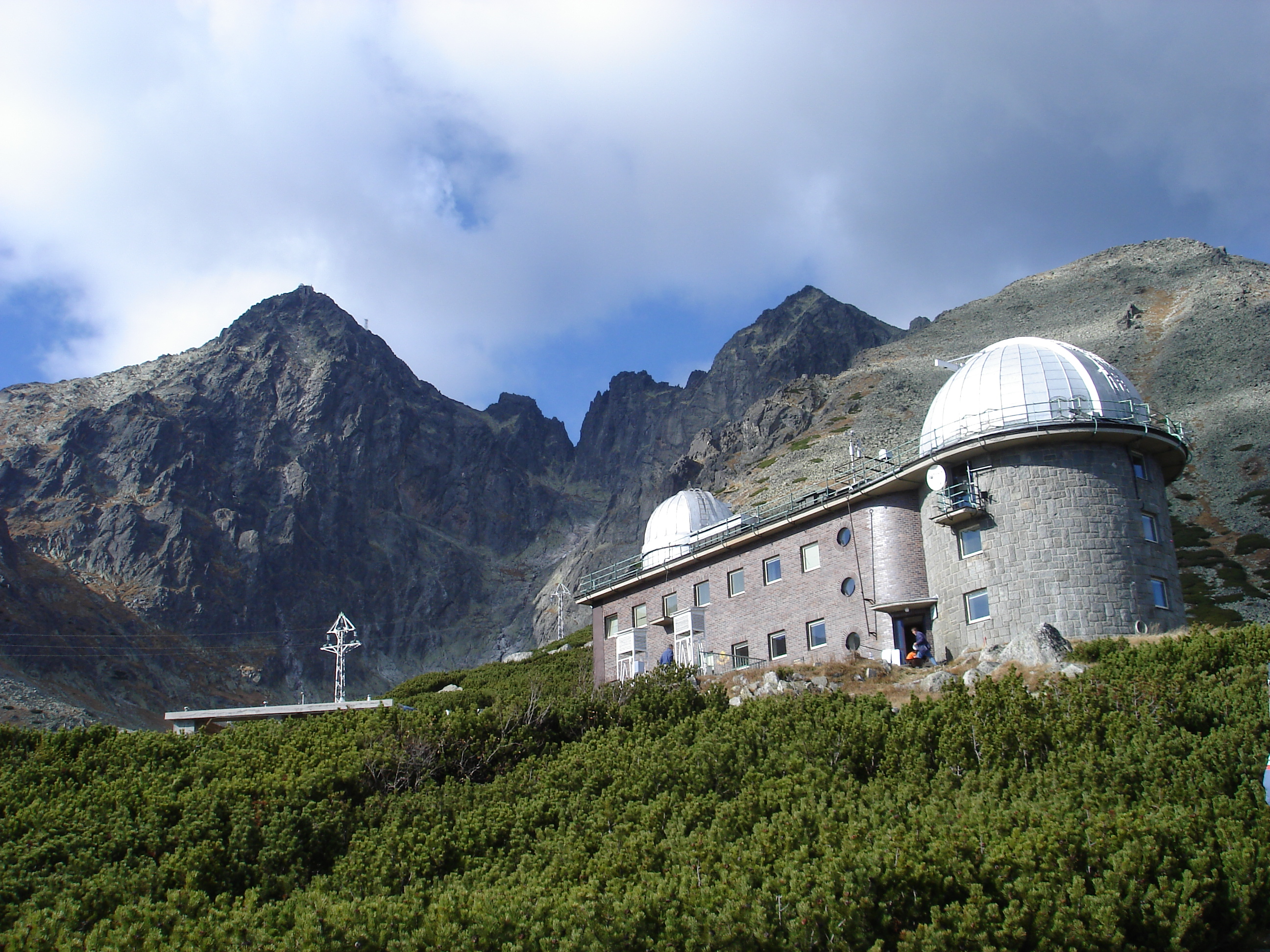
Observatoire de Skalnaté pleso

Le lac est accessible par deux téléphériques et est le départ du téléphérique qui mène au sommet du Lomnický štít. En 1943, à proximité du lac, a été construit un observatoire astronomique et météorologique.